# Синдром Лоу
Синдром Лоу (англ. Lowe syndrome) — рідкісне Х-зчеплене рецесивне захворювання людини, що відноситься до групи циліопатій.

## Історія
Вперше описано в 1952 році. U. Lowe, M. Terry і E. Mc.Lachlan. У світовій літературі захворювання також відоме як англ. OculoCerebroRenal (OCRL) синдром, рідше синдром Lowe-Terry-McLachlan, синдромом Lowe-Bickel, очно-нирково-мозковим синдромом Fanconi, вкрай рідко синдромом Ziyl.

## Клінічні симптоми
У типових випадках проявляється катарактою, що формується в ранньому дитинстві, глаукомою, гіпотонією, гіпорефлексією, затримкою розумового розвитку та різноманітними нирковими порушеннями, включаючи неповну реабсорбцію бікарбонатів, нирковий тубулярний ацидоз, синдром Фанконі та хронічну ниркову недостатність. Можуть спостерігатися і скелетні аномалії, включаючи остеоартрит, кіфоз, сколіоз, множинну артропатію.

## Молекулярно-генетичні механізми
Причина синдрому Лоу — вроджена недостатність ферменту фосфатидилінозитол-4,5-біфосфат-5-фосфатази, викликана нонсенс — або стоп-мутаціями у гені OCRL. Ген картований на довгому плечі Х-хромосоми (Хq25-q26). Таким чином, захворювання проявляється тільки у чоловіків, в той час як жінки є лише носіями. Зустрічається з частотою 1:500000 новонароджених. Останні дослідження показали, що клітини, отримані від пацієнтів із синдромом Лоу, мають дефекти утворення первинних цилій. Дані дефекти обумовлені недостатністю фосфатидилінозитол-4,5-біфосфат-5-фосфату, що є критичним метаболітом, залученим у везикулярний транспорт цилій

## Лікування
Своєчасно призначена дієта з обмеженням кухонної солі та галактози, терапія синдрому Фанконі та рахіт покращують стан хворих. Крім того, необхідна корекція метаболічного ацидозу.